# George Lowe
George Edward Lowe (Dunedin, Florida, 10 de noviembre de 1957-2 de marzo de 2025) fue un actor de doblaje estadounidense.

## Carrera artística
Es mayormente conocido por su rol como la voz del Fantasma del Espacio en el programa de Cartoon Network, Fantasma del Espacio de costa a costa, un rol que cumplió por más de noventa episodios en diez años, antes de que la serie terminara en 2004. Posteriormente continuó su rol en Perfect Hair Forever y algunas otras apariciones del personaje. Sus otros doblajes de voz importantes incluyen a Papá en El show de Brak.